# Prix Sam Adams
Le Sam Adams Award (« prix Sam-Adams ») est une récompense décernée chaque année généralement à un professionnel du renseignement qui a pris position en faveur de l'intégrité et de l'éthique, par le Sam Adams Associates for Integrity in Intelligence, un groupe d'anciens agents de la communauté du renseignement américaine (CIA, FBI, NSA),.

## Historique
Ce prix, créé en 2002, porte le nom de Samuel A. Adams, un lanceur d'alerte de la CIA pendant la guerre du Vietnam.

## Lauréats
- 2002 : Coleen Rowley (en)
- 2003 : Katharine Gun
- 2004 : Sibel Edmonds
- 2005 : Craig Murray
- 2006 : Samuel Provance (en)[3],[4]
- 2007 : Andrew Wilkie
- 2008 : Frank Grevil (en)[5],[6]
- 2009 : Larry Wilkerson (en)[7]
- 2010 : Wikileaks et Julian Assange[8],[9]
- 2011 : Thomas Drake and Jesselyn Radack
- 2012 : Thomas Fingar (en)[10]
- 2013 : Edward Snowden[11],[12]
- 2014 : Chelsea Manning[13]
- 2015 : William Binney[14]
- 2014 : Chelsea Manning[15], soldat de l'armée américaine reconnu coupable en juillet 2013 de violations de la loi sur l'espionnage et d'autres délits.
- 2015 : William Binney, ancien haut responsable du renseignement de la NSA, devient lanceur d'alerte[16].
- 2016 : John Kiriakou, ancien analyste de la CIA et responsable du dossier qui a publiquement confirmé le recours à la simulation de noyade contre les détenus et a qualifié cette pratique de torture.
- 2017 : Seymour Hersh, journaliste d'investigation lauréat du prix Pulitzer qui a couvert le massacre de Mỹ Lai, le scandale d'Abou Ghraib et les fausses déclarations présumées sur l'attaque de la Ghouta en 2013 et l'attaque de Khan Shaykhun en 2017[17].
- 2018 : Karen Kwiatkowski, officier de l'US Air Force devenue lanceuse d'alerte, divulguant des éléments derrière le film Shock and Awe[18].
- 2019 : Jeffrey Sterling, lanceur d'alerte de la CIA[19].
- 2020 : Annie Machon, lanceuse d'alerte du MI5[20].
- 2021 : Daniel Hale, aviateur enrôlé par l'US Air Force qui est devenu analyste du renseignement pour la NSA en Afghanistan et a ensuite exposé les conséquences des frappes de drones[21].
- 2022 : Daniel Ellsberg, ancien analyste militaire américain qui a publié les Pentagon Papers, montrant que le public avait été induit en erreur sur la guerre du Viêt Nam, dans un certain nombre de journaux en 1971[22].